# Орлово (Маковський повіт)
Орлово (пол. Orłowo) — село в Польщі, у гміні Жевне Маковського повіту Мазовецького воєводства.
Населення — 109 осіб (2011).
У 1975-1998 роках село належало до Остроленцького воєводства.

## Демографія
Демографічна структура станом на 31 березня 2011 року:
|          | Загалом | Допрацездатний вік | Працездатний вік | Постпрацездатний вік |
| -------- | ------- | ------------------ | ---------------- | -------------------- |
| Чоловіки | 59      | 10                 | 44               | 5                    |
| Жінки    | 50      | 8                  | 26               | 16                   |
| Разом    | 109     | 18                 | 70               | 21                   |